# Katherine A. Fitzgerald
Katherine Anne „Kate“ Fitzgerald ist eine irisch-US-amerikanische Immunologin an der University of Massachusetts Medical School.

## Leben und Wirken
Fitzgerald erwarb 1995 am University College Cork einen Bachelor und 1999 am Trinity College Dublin einen Ph.D., jeweils in Biochemie. Nach ihrer Zeit als Postdoktorandin am Trinity College erhielt sie 2001 eine Anstellung an der University of Massachusetts Medical School in Worcester, Massachusetts. Hier ist sie heute (Stand 2023) Worcester Foundation for Biomedical Research Chair III, Professorin für Innere Medizin und Leiterin der Abteilung für Angeborene Immunität.
Katherine Fitzgerald gilt als Expertin für die angeborene Immunantwort. Sie konnte wichtige Beiträge zur Aufklärung des Toll-like-Rezeptor-Signalwegs beitragen, mit dem eine Pathogen-spezifische Immunantwort induziert wird. Ihre Entdeckung der TANK-Binding Kinase 1, mit der Interferon-regulierende Faktoren aktiviert werden, war wichtig zum Verständnis der Interferon-Regulation und der Immunität gegen Viren. Ihre Forschung zur Aktivierung des Inflammasoms führte zur Etablierung des Absent in Melanoma-2 als neuem Rezeptor. Weitere Forschungen befassten sich mit Nukleinsäuren als Trigger einer antibakteriellen Immunität und deren Rolle bei entzündlichen und Autoimmunkrankheiten. Jüngere Arbeiten behandeln die Rolle von langer Non-coding RNA bei der Immunantwort.
Fitzgerald hat laut Google Scholar einen h-Index von 135, laut Datenbank Scopus einen von 116 (jeweils Stand Oktober 2023).

## Auszeichnungen (Auswahl)
- 2014 Eli Lilly and Company-Elanco Research Award der American Society for Microbiology[3]
- 2019 Mitglied der Royal Irish Academy[4]
- 2021 Mitglied der National Academy of Sciences[5]
- 2021 Mitglied der National Academy of Medicine[6]
- 2020 Mitglied der American Academy of Microbiology[7]
- 2023 Mitglied der American Academy of Arts and Sciences[8]